# Grade évolutif

Cladogramme fictif, avec en vert au centre un grade évolutif paraphylétique, réuni sur des considérations génétiques, anatomiques et/ou physiologiques, en plus des considérations phylogénétiques. En rouge et bleu des clades basés uniquement sur des critères phylogénétiques (mais qui pourraient par hasard être également des grades).

En systématique, un grade évolutif, ou plus simplement un grade, est un groupe d'organismes vivants dont le plan d'organisation est relativement similaire par comparaison avec celui de groupes phylogénétiquement voisins,,,,. Les concepts de grade évolutif et de plan d'organisation sont sujets à débat. Certaines écoles de systématique, comme la systématique évolutionniste, accordent à de tels concepts une légitimité en tant que critères valides de classification. D'autres, comme la systématique cladiste, ne considèrent pas les grades et plans d'organisation comme des critères de classifications pertinents. Pour le cladisme, par exemple, ne sont valides que les groupes d'organismes étant constitués par une espèce ancestrale hypothétique et toutes les espèces qui en sont issues par descendance. Au contraire, pour la systématique évolutionniste, il est possible de constituer un groupe valide au sein de sa classification même si certains descendants de cet ancêtre en sont exclus. Dans ce dernier cas, la systématique cladiste refusera d'en faire un groupe valide au sein de sa propre classification.

## Définitions
À la différence d'un clade, un grade peut être paraphylétique, et parfois polyphylétique,,, suivant les définitions.
- Grade selon Morère et Pujol (2003)[4] :

« Dans la classification des Êtres vivants, regroupement d’individus basé uniquement sur le niveau d’organisation générale qu’ils ont atteint. La complexité d’organisation traduit un avancement évolutif ne reflétant pas toujours la phylogénie, de sorte que les grades peuvent être mono-, para- ou polyphylétiques. »
- Grade selon Lecointre et Le Guyader (2016-2017)[8],[9] :

« 1. Degré général d'organisation atteint par un groupe à une période donnée. 2. Ensemble des êtres vivants qui font partie d'un tel groupe défini par Julian Huxley en 1958 comme un stade de progrès ou de perfection évolutive. Le grade peut être paraphylétique, par opposition au clade. »
- Grade selon Aubert (2017)[10] :

« À l'échelle d'un caractère, un grade est simplement un état de celui-ci. Le terme de grade suppose implicitement une transformation, et parfois une orientation privilégiée. À l'échelle des organismes, un grade désigne un groupe monophylétique[a] relativement homogène en termes de similarité du fait d'un régime évolutif bradytélique, séparé d'autres grades par des lacunes morphologiques plus ou moins importantes engendrées par des lignées tachytéliques. »

## Histoire de la notion

### Origine
Dans un contexte biologique, on peut faire remonter la notion de grade aux travaux de Jean-Baptiste de Lamarck, de Charles Darwin, de Thomas Henry Huxley,, de Ernst Haeckel et de Edwin Ray Lankester qui a introduit ce terme en 1877.

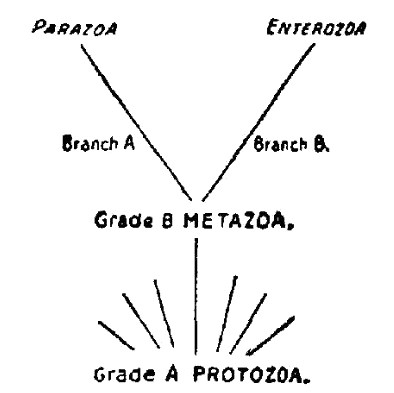
Diagramme montrant les grades et branches primaires de l'arbre généalogique des Animaux, d'après Lankester (1911)[15].
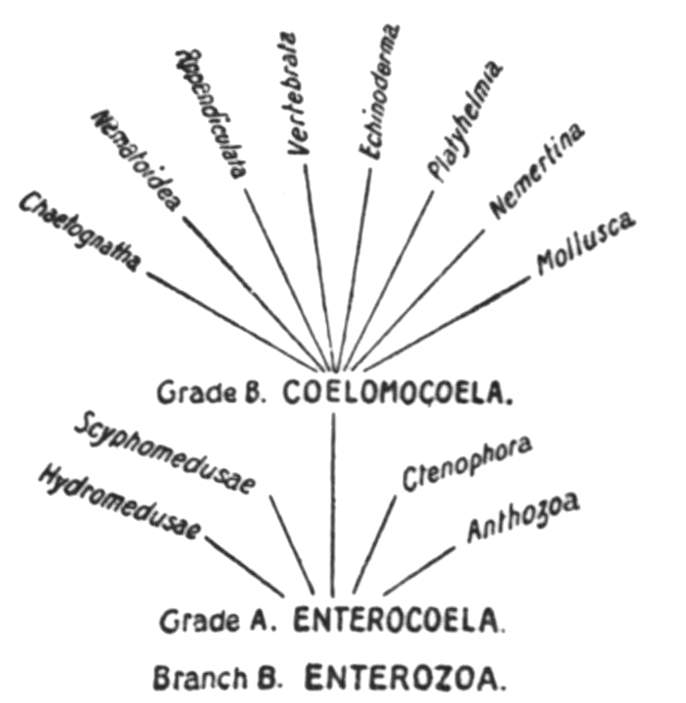
Diagramme pour montrer la division de la grande branche Enterozoa en deux grades et les Phyla qui en sont issus, d'après Lankester (1911)[15].

### Formalisation évolutionniste
Le terme de « grade » (dans un contexte évolutionniste) a été défini formellement par Sir Julian Sorell Huxley. La formalisation du terme est relativement tardive (1957-1958), en effet le concept lui-même était déjà discuté depuis des dizaines d'années dans la communauté scientifique, par Huxley lui-même bien sûr, mais surtout par Ernst Mayr, George Gaylord Simpson et Theodosius Dobzhansky. L'article d'Huxley n'est pas la présentation d'une idée neuve, mais une synthèse claire des travaux des évolutionnistes sur cette question dans le cadre de la théorie synthétique de l'évolution depuis les années 1930. Huxley explique en 1957 que le phénomène évolutif peut être divisé en trois types de processus distincts : l'anagenèse, la cladogenèse et la stasigenèse. Ces trois processus résultent respectivement en l'accumulation de modifications dans une lignée, la scission d'une lignée, et l'absence de changement évolutif. Comme il était alors couramment admis à l'époque, dans la pure tradition darwinienne, c'est l'anagenèse qui incarne l'essence de l'évolution (synonyme de modification) ; la bifurcation des lignées est conçue comme un problème annexe. En 1957, Huxley dénomme clades les « unités monophylétiques »[a] résultant de la cladogenèse et grades les « unités anagénétiques » résultant de la stasigenèse.
La distinction de ces processus permit à Huxley de distinguer les grades et les clades, attribuant les premiers aux anagenèses et les seconds aux cladogenèses. Pour lui les grades, ou grades d'organisation, sont des niveaux d'organisation anatomique dont la configuration est évolutivement stable,. Tels qu'il les concevait, les clades étaient des groupes monophylétiques au sens traditionnel, c'est-à-dire soit holophylétiques soit paraphylétiques, mais la définition d'un clade a changé depuis et est désormais universellement admise comme excluant le second cas. Un grade pouvait être monophylétique si l'anagenèse conduisant à lui ne s'était produite que dans une seule lignée, mais si le même plan d'organisation avait été atteint indépendamment dans plusieurs lignées phylogénétiquement distinctes (mais proches, voir parallélophylie,), alors cela en faisait un grade explicitement polyphylétique. C'est d'ailleurs dans ce dernier cas qu'Huxley jugeait qu'un grade était particulièrement convaincant : comme il n'est pas possible d'atteindre la même configuration plusieurs fois par hasard (voir convergence évolutive), un grade polyphylétique témoignait de l'existence d'une sélection naturelle orientée dans une direction bien particulière (par nécessité, et non par contingence). La notion de grade était donc très proche de celle de « groupe phénétique » ou « phénon » au sens large (voir phénéticisme), ceux-ci étant conceptuellement plus larges mais également définis de manière plus rigoureuse (et mathématisée).

### Critiques de la part des cladistes
Dans les années 1950 et 1960 la reconstruction phylogénétique s'est rigoureusement formalisée, donnant naissance à la méthode cladistique (les principes de la cladistique étaient pratiqués depuis longtemps par certains systématiciens mais n'avaient jamais été formalisés et regroupés dans une méthode à part entière),,. L'attention s'est détournée de l'adaptation et l'adaptationnisme lui-même a été critiqué. L'accent mis sur le processus cladogénétique (c'est-à-dire l'histoire des bifurcations des lignées) fit de la topologie de l'arbre du vivant le centre d'intérêt principal de la recherche en systématique.
La cladistique permet d'identifier des clades, c'est-à-dire des groupes holophylétiques, grâce au partage au sein de ce groupe de caractères dérivés exclusifs ou synapomorphies. Les caractères apparus de manière indépendante dans des lignées distinctes sont appelés des homoplasies, ils ne fournissent pas d'informations permettant de construire un cladogramme. Pour Huxley et pour d'autres évolutionnistes de son époque, la polyphylie d'un grade soulignait le pouvoir du processus d'adaptation anagénétique[réf. nécessaire]. Au contraire, pour les chercheurs alors formés à la cladistique, le regroupement d'espèces sur la base de caractères homoplastiques (produisant ainsi un groupe polyphylétique) relevait plutôt d'une erreur d'analyse. Ces différences de critères de classifications viennent du fait que les deux écoles de pensée ne se sont pas intéressées aux mêmes aspects de l'évolution. 
La philosophie du cladisme s'oppose en outre radicalement à la reconnaissance de tout groupe non-holophylétique (aussi bien paraphylétique que polyphylétique). Du point de vue cladiste, de tels taxons ne sont pas naturels parce qu'une espèce d'un taxon non-holophylétique pourrait partager un dernier ancêtre commun plus récent avec une autre espèce hors de ce groupe que dans le groupe non-holophylétique. De plus, alors que  les cladistes disposaient de méthodes formelles (la cladistique) pour retrouver les clades, les systématiciens évolutionnistes du milieu du XXe siècle ont eu tendance à rejeter la mathématisation à outrance de la biologie et ont préféré se reposer sur leur expertise personnelle vis-à-vis de tel ou tel groupe étudié, et une argumentation au cas par cas pour délimiter les grades[réf. nécessaire]. Ce qui constituait, pour les fondateurs du cladisme, un manque d'objectivité et de scientificité. Comme exemple extrême illustrant cette subjectivité potentielle, on peut citer le fait qu'Huxley ait défendu le classement des humains dans un grade à part entière, Psychozoa, selon lui égal en importance au reste du règne animal. Cette opposition Hommes/bêtes au sein des animaux est aujourd'hui généralement considérée comme anthropocentrique.

### Résistance et résurgence du concept
Face aux critiques, il y a eu des efforts sérieux de formalisation de la systématique évolutionniste dans les années 1970 et 1980 pour, par exemple, circonscrire les groupes paraphylétiques pertinents de manière numérique et objective tout en évitant la polyphylie,. Mais comme le souligne Joseph Felsenstein (un phylogénéticien n'appartenant à aucune des deux écoles), le cladisme était déjà devenu majoritaire et les écoles concurrentes peu considérées, peut-être pour des raisons qui tiennent plus de la sociologie des sciences que des mérites intrinsèques des écoles de pensée alors en concurrence ,.
Le paléontologue, Niles Eldredge a conclu que malgré ce changement de paradigme classificatoire, ceux-ci représentaient des motifs réels dans l'histoire de la vie (ou pattern, imparfaitement traduit par « patron ») qu'il était nécessaire d'expliquer par des processus (ou process). En d'autres termes, l'homogénéité de certains plans d'organisation attribuée à des groupes paraphylétiques requiert des explications scientifiques, et non une évacuation du problème pour des raisons philosophiques. Pour lui, « le bébé avait été jeté avec l'eau du bain ». C'est pourquoi la notion de grade a continué à être utilisée par certains systématiciens reconnus comme Thomas Cavalier-Smith qui emploie conjointement les trois concepts de clade, grade et taxon,. Les systématiciens évolutionnistes modernes, défendant l'usage de taxons paraphylétiques, tendent néanmoins à se distancier de l'ancienne définition d'un grade. Ainsi peut-on lire dans l'introduction d'un symposium (tenu en 2011 lors du congrès international de botanique) consacré à la question de la reconnaissance de la paraphylie : « La paraphylie n'est pas une maladie contagieuse. La paraphylie n'est pas non plus un grade évolutif [au sens de Huxley]. La paraphylie est une étape évolutive d'un taxon monophylétique (s.l.) qui nécessite d'être pris en compte pour les besoins de la classification biologique. ». Sous l'influence de la cladistique, de nombreux chercheurs se sont mis à rejeter les grades polyphylétiques. L'acception moderne du terme de grade implique donc en général monophylie (au sens large[a]).

### Morphodiversité des organismes
La notion de grade sensu Huxley est finalement très proche du concept moderne d'espace morphologique (ou morphospace), un outil mathématique d'analyse de la morphodiversité des organismes, formalisé en 1917 par le biomathématicien D'Arcy Thompson,.  La métaphore du paysage adaptatif, introduite en 1932 par le généticien des populations Sewall Wright, découle des propriétés de l'espace morphologique sous-jacent. Cette notion est pourtant loin d'être controversée contrairement à son prédécesseur.

## Interprétations d'un grade

### Les zones adaptatives
Un grade est un groupe monophylétique dont le plan d'organisation dans l'espace morphologique est suffisamment homogène pour se distinguer de celui des autres taxons de même rang phylogénétiquement proches. Cet espace occupé par ce plan d'organisation circonscrit une zone adaptative où la valeur sélective des espèces est élevée,. Autrement dit, une espèce qui serait située à proximité immédiate d'une zone adaptative, mais en dehors de celle-ci (du moins, éloignée du morphotype), posséderait un désavantage sélectif conduisant à sa disparition avec une probabilité élevée. De ce fait, les espèces ayant une morphologie intermédiaire entre deux zones adaptatives tendent à survivre moins longtemps, soit du fait d'une extinction, soit du fait d'une transformation (ou pseudoextinction). Il n'y a donc que très peu des possibilités théoriques offertes par l'espace morphologique qui sont réalisées.
À cause de la forte compétition au sein d'une zone adaptative (contraintes écologiques), les groupes ont tendance à être stables : les taux de naissance et de mort restent tous les deux relativement faibles. Cela est vrai à toutes les niveaux taxonomiques, y compris au niveau le plus bas – celui de l'espèce dans une niche écologique – où cette dynamique explique les stases dans la théorie des équilibres ponctués. La vitesse de l'évolution morphologique est donc tout sauf uniforme, elle est marquée par de longues stases et de rapides transformations du plan d'organisation,. En d'autres termes, lorsqu'une lignée atteint une nouvelle zone adaptative, elle le fait rapidement ou elle ne le fait pas !
Rejoindre une nouvelle zone adaptative peut se faire grâce à une innovation clé (ou encore mutation clé), c'est-à-dire une nouveauté morphologique ou physiologique décisive qui permet à l'espèce en question de remporter la compétition interspécifique. Les espèces descendantes de celle-ci héritent de cette nouveauté et colonisent toutes les niches écologiques incluses dans cette zone adaptative, remplaçant ainsi le grade précédent. C'est un des mécanismes possibles des radiations adaptatives. Mais l'évolution (ou la domination) d'un grade peut également se produire par opportunisme et non seulement à cause d'une supériorité intrinsèque.

### Le grade comme unité de la classification
Contrairement à la classification cladiste, les systématiciens évolutionnistes admettent volontiers des taxons paraphylétiques dans leur classification. Selon l'ancienne terminologie d'Huxley, un taxon est alors délimité comme étant un « clade » (un groupe monophylétique au sens large) circonscrit dans un grade d'organisation (sensu Huxley). Il s'agit donc d'un système double, tenant compte à la fois de la cladogenèse et de l'anagenèse. Dans une acception plus moderne du terme de « grade », ceux-ci ne peuvent plus être polyphylétiques. De plus, l'usage moderne des distances patristiques (plutôt que les distances phénétiques) par les systématiciens évolutionnistes pour circonscrire leurs taxons montre qu'ils s'éloignent de plus en plus de cette notion de « double critère ». La distance évolutive ou quantité d'évolution que représente mathématiquement la distance patristique n'est plus en effet qu'un seul critère synthétique. Les notions de grade et de taxon tendent donc à se confondre chez les systématiciens évolutionnistes modernes, tout comme les notions de clade et de taxon se confondent plus ou moins chez les cladistes.

### Exemples de grades

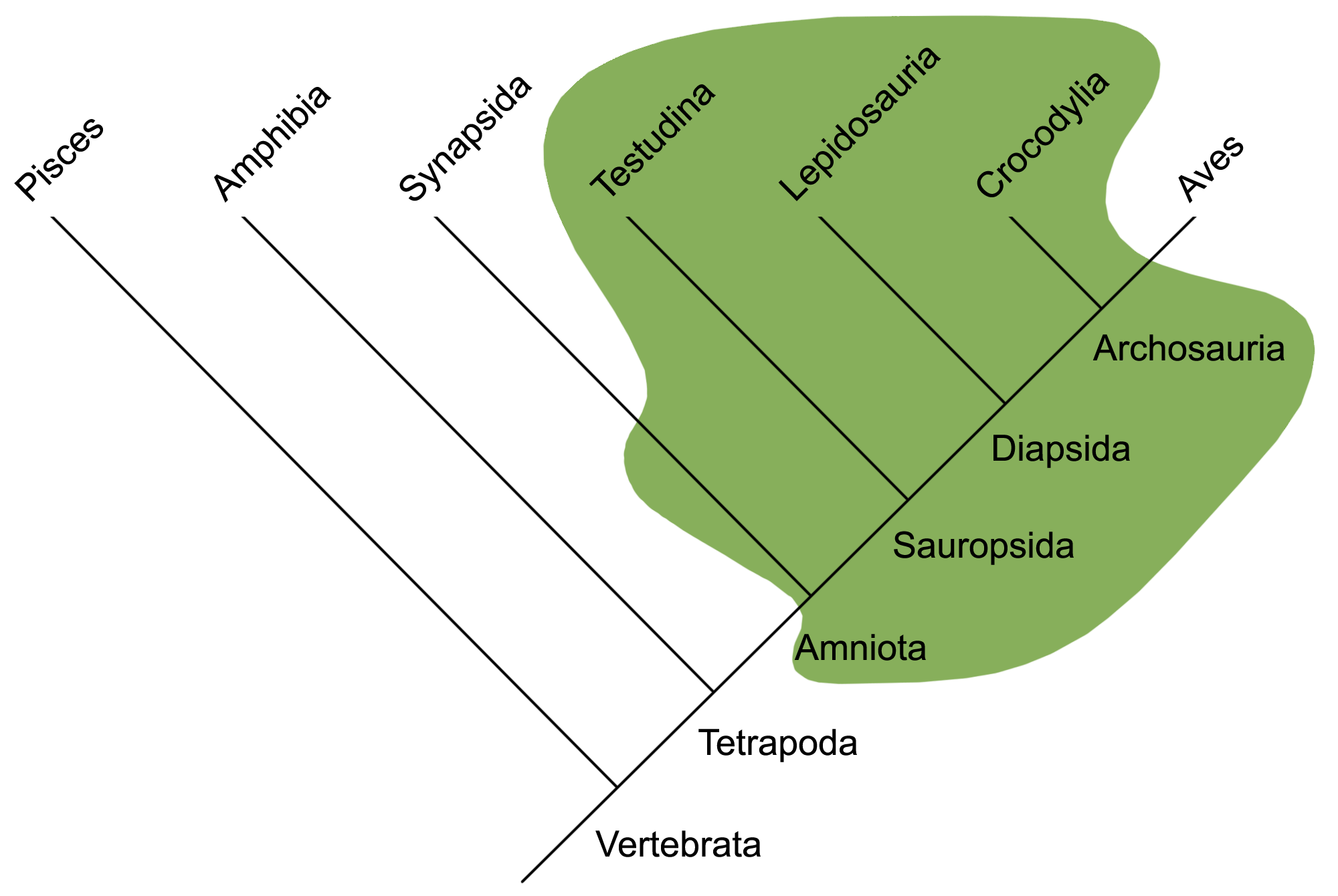
En vert, le groupe des reptiles.

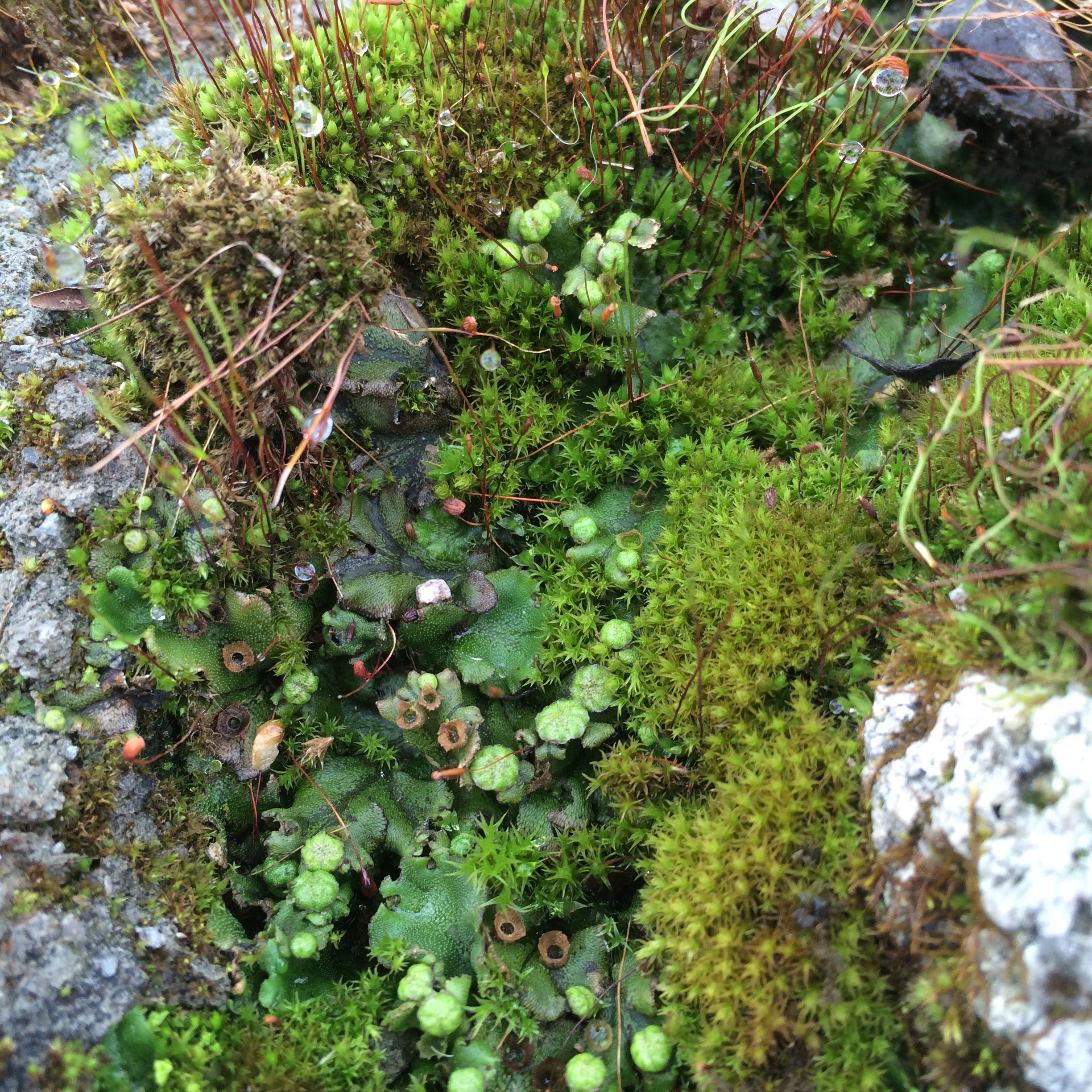
Les mousses au sens large et les organismes alliés, similaires en morphologie et en physiologie, représentent un grade évolutif manquant les tissus vasculaires des plantes supérieures.

Rappelons qu'un grade peut tout aussi bien être holophylétique que paraphylétique,, voire polyphylétique.

#### Grades holophylétiques
C'est ainsi le cas par exemple des mammifères qui forment un clade (aucun descendant n'est exclu), tout en présentant un plan d'organisation radicalement différent de leurs ancêtres reptiliens.
Les vertébrés en sont un autre exemple.

#### Grades paraphylétiques
Mais ce sont généralement seulement les grades paraphylétiques qui sont l'objet de controverses.
Lecointre et al. mentionnent de tels grades : les Procaryotes, les Protistes, les Bryophytes, les Ptéridophytes, les Gymnospermes, les Invertébrés, les Acœlomates, les Agnathes, les Poissons, les Reptiles, les Prosimiens, les Pongidés.
- Les reptiles sont un exemple de grade paraphylétique dans le domaine de la zoologie[47]. Ils ont évolué à partir de leurs ancêtres amphibiens grâce à l'invention de l'amnios et des écailles (parfois aussi avec des poils ou des protoplumes) mais sont généralement restés ectothermes. Les oiseaux sont apparus à partir d'eux, et plus spécifiquement des dinosaures, du fait d'une évolution rapide vers l'endothermie (et diverses autres modifications physiologiques), l'invention des plumes et du vol battu, et une miniaturisation du corps. Les oiseaux forment un grade holophylétique.
- Les bryophytes sont un autre exemple de grade[49], dans le domaine de la botanique cette fois, d'un groupe de plantes terrestres "primitives" mais diversifiées, ayant évolué à partir des algues vertes (les chlorophytes) et ayant par la suite donné naissance à un grade plus complexe, les trachéophytes, ces dernières ayant entre autres de véritables tissus conducteurs, et un autre cycle de vie (sporophyte dominant contre gamétophyte dominant chez les bryophytes).

#### Grades polyphylétiques
Les zoologistes Brusca et Brusca (2003) considèrent le groupe des gastéropodes sans coquille, c.-à-d. les limaces, comme un grade polyphylétique, car la perte de coquille s'est produite indépendamment dans plusieurs lignées différentes.
Par opposition aux métazoaires (« animaux multicellulaires »), les protozoaires constituent un grade polyphylétique pour certains auteurs.

### Quelques contrexemples
Dans l'acception moderne du terme de « grade », ceux-ci ne peuvent pas être polyphylétiques, selon la proposition de certains biologistes de désigner les unités polyphylétiques sous le terme de « type fonctionnel » ou de « type structurel ». De plus, il serait faux de considérer que tous les groupes paraphylétiques sont des grades.
- Les vertébrés volants, oiseaux, chiroptères et ptérosaures, forment un ensemble polyphylétique et ne constituent donc pas un grade. Même sous la définition obsolète d'Huxley le plan d'organisation de ces animaux est trop différent et les similitudes trop superficielles[27].
- Les invertébrés forment un ensemble paraphylétique très hétérogène et ne correspondent donc pas à la définition d'un grade pour certains systématiciens[51]. Le Pr Cavalier-Smith considère le groupe paraphylétique des invertébrés comme un grade sensu Huxley, mais n'étant ni un clade, ni un taxon[20]. Il n'existe pas en effet de plan d'organisation unifiant les arthropodes, les annélides, les échinodermes ou les mollusques[20] ; contrairement aux vertébrés. Ces derniers forment d'ailleurs un grade holophylétique[20].